# Сольн
Сольн (фр. Saulnes) — коммуна во французском департаменте Мёрт и Мозель, региона Лотарингия. Относится к кантону Эрсеранж.	

## География
Сольн расположен в 55 км к северо-западу от Меца на границе с Люксембургом и Бельгией. Соседние коммуны: Роданж на северо-востоке (в Люксембурге), Ласаваж на юге, Эрсеранж на юго-западе, Лонлавиль на западе.

## Демография
Население коммуны на 2010 год составляло 2350 человек.
| 1962 | 1968 | 1975 | 1982 | 1990 | 1999 | 2010 |
| ---- | ---- | ---- | ---- | ---- | ---- | ---- |
| 3725 | 3418 | 2953 | 2783 | 2473 | 2455 | 2350 |